# Wolfgang Breuer
Wolfgang Breuer (né le 25 mars 1944 à l'époque dans le Troisième Reich et aujourd'hui en Allemagne) est un footballeur allemand, qui évoluait au poste de milieu de terrain.

## Biographie
Wolfgang Breuer joue en Allemagne et en Autriche. Il évolue avec les clubs du Bayern Hof, du SpVgg Bayreuth et du SWW Innsbruck, avant de retourner au SpVgg Bayreuth pour y terminer sa carrière.
Il dispute 58 matchs en première division autrichienne, marquant 33 buts, et 197 matchs en deuxième division allemande, inscrivant 57 buts. Il marque 22 buts dans le championnat d'Autriche lors de la saison 1972-1973, ce qui constitue sa meilleure performance.
Avec le SWW Innsbruck, il participe au premier tour de la Coupe d'Europe des clubs champions lors des saisons 1972-1973 et 1973-1974.

## Palmarès
| Admira Vienne - Championnat d'Autriche (1) : - Champion : 1972-73. - Meilleur buteur : 1972-73 (22 buts). - Championnat d'Autriche (1) : - Vainqueur : 1972-73. |  | SpVgg Bayreuth - Championnat d'Allemagne de deuxième division : - Vice-champion : 1978-79 (sud). |